# Crocus hermoneus
Crocus hermoneus är en irisväxtart som beskrevs av Karl Theodor Kotschy och George Maw. Crocus hermoneus ingår i släktet krokusar, och familjen irisväxter.

## Underarter
Arten delas in i följande underarter:
- C. h. hermoneus
- C. h. palaestinus